# Refugio de Saboredo
El refugio de Saboredo es un refugio de montaña de los Pirineos, a 2310 m de altitud, en el circo de Saboredo, orientado al norte, en la comarca del Valle de Arán (provincia de Lérida, España).
El refugio se encuentra en una loma que separa los lagos de Baish (2240 m) y deth Miei (2280 m), del lago Mayor de Saboredo (2330 m) más elevado, muy cerca de las Agujas de Saboredo (2626 m), en la cabecera del valle de Ruda, por donde pasa la travesía de largo recorrido GR-211-4.
Forma parte de la ruta Carros de Foc, una travesía de 55 km que recorre todos los refugios que se encuentran dentro del Parque nacional de Aiguas Tortas y Lago de San Mauricio. En esta travesía se encuentra entre el refugio de Colomers y el refugio de Amitges. Ambos se pueden alcanzar a través del puerto de Ratera (2594 m).

## Acceso
Una pista procedente de Tredós o Salardú, al lado, a la que también se accede desde Baqueira (hay un letrero poco después de pasar Baqueira, viniendo de Viella, donde pone Refugio de Saboredo, a la derecha), sube hasta pasado el puente de Locampo, a 1700 m de altitud, donde hay que dejar el vehículo. La pista continúa hasta la pleta de Saboredo por el GR-211-4, a 2100 m de altitud, y luego un sendero permite llegar en total en dos horas hasta el refugio.
A pie desde Tredós el recorrido es de 4,30 horas. Otra ruta parte de la carretera de la Bonaigua, antes de llegar al puerto de la Bonaigua viniendo de Esterri de Aneu, a través del valle de Gerber, donde hay un refugio no guardado, el refugio de Gerber, Mataró (2476 m), por el collado del Estanh Gelat, a 2585 m, en 2,30 horas desde este refugio.
Desde el refugio de Colomers hay 2,30 h, desde Amitges, 3 horas.
En invierno hay que tener en cuenta el riesgo de aludes.

## Características
El refugio de Saboredo es propiedad de la Federació d´Entitats Excursionistes de Catalunya (FEEC) y del Conselh Generau d'Aran.
Es el más pequeño de todos los refugios guardados que hay dentro del Parque nacional de Aigüestortes i estany de Sant Maurici. Posee 18-21 plazas en un dormitorio con literas, mantas y colchones. Es el único que posee el sello de refugio ecológico.
Cuando no está guardado posee las mismas plazas, 21, con mantas, colchones, estufa y radio de emergencia. Hay agua en el exterior, en una fuente. Funciona por medio de placas solares.
Desde el refugio se puede ascender a los picos de Saboredo (2.829 m), Ratera (2.858 m), Amitges (2.848 m), Gerber (2.749 m) y Bergús (2.843 m).